# Vittorio Ferracini
Vittorio Ferracini (Pordenone, 8 novembre 1951) è un ex cestista italiano.

## Carriera
In Serie A ha vestito le maglie di Milano, Virtus Bologna, Treviso e Fortitudo Bologna, segnando un totale di 4.509 punti.
L'inizio della sua carriera professionistica avviene nel 1967, all'età di 16 anni, a Milano, da dove però viene prestato per "fare esperienza" prima nel 1969 a Padova e poi nel 1971 ceduto per due anni alla Virtus Bologna con una "scrittura privata" fra il presidente della società milanese Bogoncelli e il bolognese Porelli, che prevedeva il rientro del giocatore a Milano al termine del contratto biennale.
Nella stagione 1973-74 dopo alcune beghe legali sulla sua proprietà torna a Milano, dove giocherà fino al 1983 per poi passare a Treviso, di cui divenne immediatamente capitano e nel 1987 alla Fortitudo Bologna. Del 1973 è il suo esordio in nazionale, di cui sarà pedina fondamentale fino al 1981, collezionando 128 presenze e 500 punti, trentaduesimo nella classifica di presenze totali.
Il suo ruolo era all'inizio della carriera prettamente difensivo, essendo dotato di un grande agonismo e di ottime capacità tattiche e di marcatura e di senso di piazzamento a rimbalzo. Col passare degli anni venne valorizzato anche il suo apporto offensivo grazie alle migliorate capacità di realizzare con precisione soprattutto all'interno dell'area dei 3 secondi. La sua miglior stagione come realizzatore è stata il 1975-76, con 468 punti e una media partita di 13. Per tutto il resto della carriera mantenne comunque una media vicina ai 10 punti a partita.
È il detentore del record per il maggior numero di rimbalzi offensivi nell'intera storia della Olimpia Milano ed è secondo per rimbalzi totali e numero di presenze con la maglia di Milano. Il suo nome compare anche in molte delle classifiche dei record della squadra milanese.  Viene ancora ricordato come una delle "bandiere" del basket milanese, con l'affettuoso soprannome di "Toio", per il grande impegno e l'attaccamento alla maglia sempre dimostrato.
Dopo la fine della sua carriera agonistica ha intrapreso la attività di procuratore ed agente per numerosi cestisti. Tra i suoi "assistiti" più famosi Denis Marconato, Gianmarco Pozzecco e Stefano Rusconi.

## Palmarès

### Club
- Coppa delle Coppe: 1

Olimpia Milano: 1975-76
- Campionato italiano: 1

Olimpia Milano: 1981-82